# Berta Cáccamo
Berta Álvarez Cáccamo, conocida artísticamente como Berta Cáccamo (Vigo, 1 de septiembre de 1963 - Corujo, Vigo, 11 de mayo de 2018) fue una pintora abstracta española.

## Biografía
Barta Cáccamo nació en el seno de la familia Álvarez Blázquez, con un papel muy relevante en el panorama cultural gallego de la segunda mitad del siglo XX. Fue la sexta hija del matrimonio formado por el escritor Xosé María Álvarez Blázquez y María Luisa Cáccamo Frieben. 
Berta Cáccamo se licenció en 1986 en Bellas Artes en la Reial Acadèmia Catalana de Belles Arts de Sant Jordi de Barcelona. En 1987 recibió la beca de Manuel Colmeiro de la Junta de Galicia, y en 1990 la beca de Creación Artística Banesto en Madrid.

## Trayectoria
Comenzó a exponer en 1986, vinculada a la corriente renovadora del grupo Atlántica. En 1989 obtuvo el premio Ciudad de Palma, en la Bienal de Pontevedra y en el I Certamen Unión Fenosa de La Coruña. Ese año se fue a vivir a París, realizando una estancia en la Cité Internacional des Arts entre 1990 y 1991. En 1991 fue premiada en el II Certamen Unión Fenosa.
Su pintura es abstracta y conceptual, dentro de la no figuración, con amplias manchas de tonos ensordecidos y dominio de colores ocres y negros. Suele haber una estructura geométrica en sus composiciones, deliberadamente simples, con vagas referencias formales. Solía usar lienzos de gran tamaño.
Fue profesora en la Facultad de Bellas Artes de Pontevedra, centro educativo de la Universidad de Vigo, situado en el campus de Pontevedra.
Su obra está presente en el Centro Gallego de Arte Contemporáneo, en el Museo de Pontevedra y en colecciones particulares como la Colección Afundación, el Museo de Arte Contemporáneo Gas Natural Fenosa o la de la Fundación María José Jove.
En 2017 recibió el Premio Cultura Galega das Artes Plásticas.
Era una mujer comprometida, que llamaba la atención sobre "el 80 por ciento de los alumnos de arte son mujeres, pero exponen los hombres".
En 2019 el Centro Gallego de Arte Contemporáneo (CGAC) le rindió un homenaje.

## Obras
En 2014 la editorial Chan de Pólvora editó el libro Tinta de luz, obra de la pintora Berta Cáccamo y de su hermano el poeta Xosé María Álvarez Cáccamo.